# Onze-Lieve-Vrouw van de Engelenkerk (Luik)

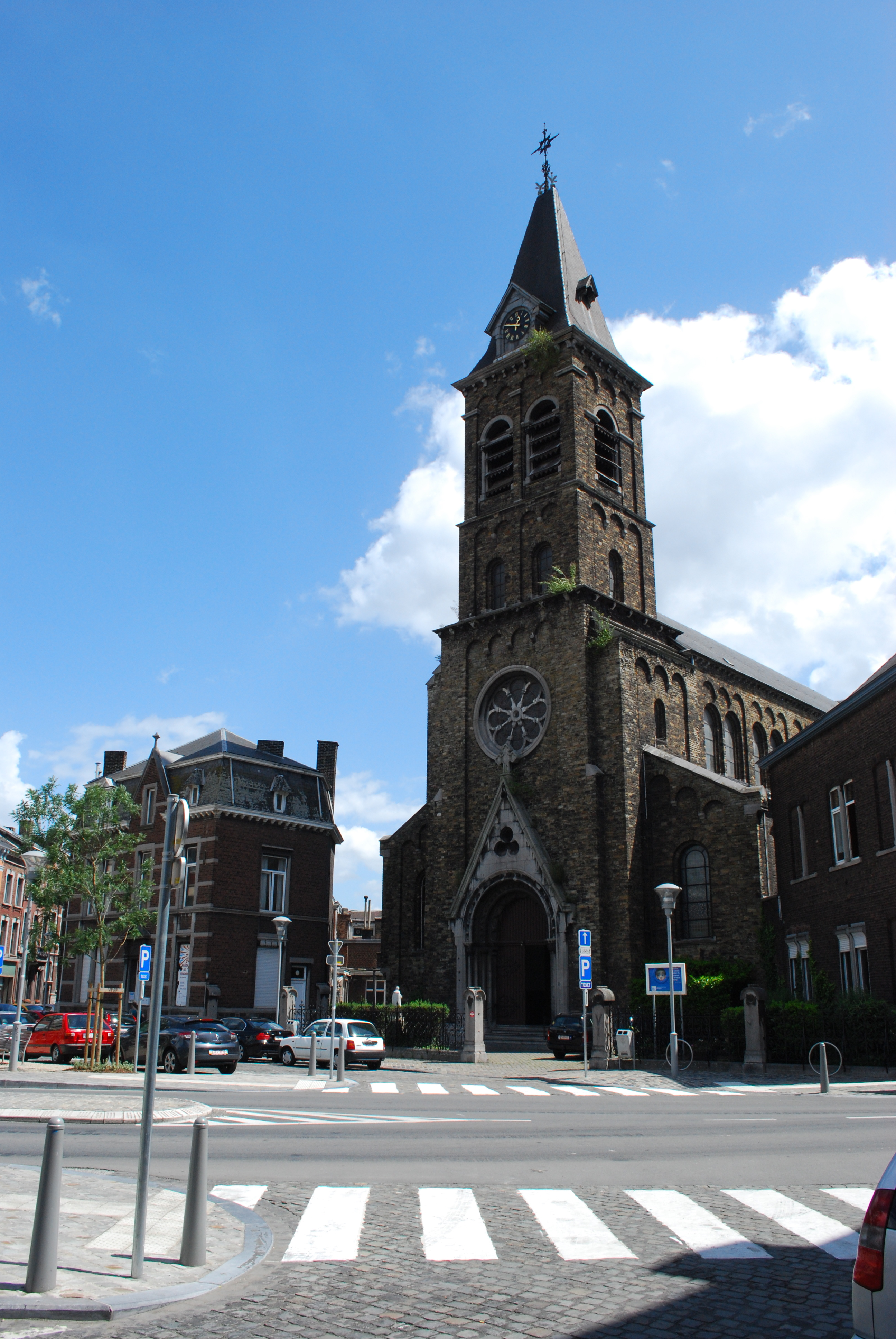
Onze-Lieve-Vrouw van de Engelenkerk

De Onze-Lieve-Vrouw van de Engelenkerk (Frans: Église Notre-Dame des Anges) is de parochiekerk van de wijk Guillemins in de Belgische stad Luik. De kerk is gelegen aan het Place des Franchises.
Deze kerk werd gebouwd van 1869-1874, hoofdzakelijk in neoromaanse stijl met neogotische elementen, zoals het portaal. Als bouwmateriaal werden blokken zandsteen en kalksteen gebruikt. Het is een driebeukige kruiskerk met ingebouwde toren en een halfronde koorafsluiting.
Het interieur oogt veeleer neogotisch, met kruisribgewelven.